# Эйчисон, Даниэль
Даниэль Эйчисон (англ. Danielle Aitchison; род. 16 августа 2001, Morrinsville, Уаикато) ― новозеландская легкоатлетка-паралимпиец. Соревнуется на дистанциях 100 и 200 метров на международных соревнованиях.
Серебряный и бронзовый призёр летних Паралимпийских игр 2020 в Токио.

## Биография
Родился в Морринсвилле 16 августа 2001 года, Морринсвилл, Вайкато, Новая Зеландия. Училась в школе Кайхере.
Эйчисон родилась с тяжелой желтухой, церебральным параличом и потерей слуха на 80-90 процентов. У нее два необычных типа церебрального паралича: атетоид и атаксия. У нее кохлеарные имплантаты в оба уха.
В детстве Эйчисон занимался балетом, нетболом и хоккеем. Начала соревноваться в паралимпийской легкой атлетике в возрасте 16 лет в 2017 году на Играх для детей-инвалидов Хальберга в Окленде, Новая Зеландия. Соревновалась в прыжках в длину и выиграла золотую медаль.
В 2019 году Даниэль впервые приняла участие в стартах на международном уровне на чемпионате мира по паралимпийской легкой атлетике 2019 года в Дубае, Объединенные Арабские Эмираты. Она финишировала четвертой на дистанции 100 м и выиграла серебро на дистанции 200 м с рекордным временем в Океании (29,86 сек).
Выступая на летних Паралимпийских играх 2020 года в беге на 200 метров T36 среди женщин , Эйчисон финишировала быстрее всех в своем забеге. В финале Эйчисон выиграл серебро со временем 29,88. Она также выиграла бронзу в беге на 100 метров T36 среди женщин.